# Tomasz Kożuchowski
Tomasz „Gogo Szulc” Kożuchowski (ur. 20 marca 1965) – polski perkusista. Współpracował m.in. z zespołami: Tilt, Armia, TZN Xenna, Moskwa.